# Pentila alberta
Pentila alberta är en fjärilsart som beskrevs av Gustaaf Hulstaert 1924. Pentila alberta ingår i släktet Pentila och familjen juvelvingar. Inga underarter finns listade i Catalogue of Life.